# Aleuropteryx transvaalensis
Aleuropteryx transvaalensis är en insektsart som beskrevs av Meinander 1998. Aleuropteryx transvaalensis ingår i släktet Aleuropteryx och familjen vaxsländor. Inga underarter finns listade i Catalogue of Life.